# إيجور كليوكا
إيجور كليوكا (مواليد 15 يونيو 1995) هو لاعب كرة طائرة روسي من أصل بيلاروسي. يمثل منتخب روسيا دولياً.